# کاترین و من
«کاترین و من» (انگلیسی: Catherine and I) فیلمی در ژانر کمدی به کارگردانی آلبرتو سوردی است که در سال ۱۹۸۰ منتشر شد. از بازیگران آن می‌توان به آلبرتو سوردی، کاترین اسپاک، روسانو براتزی، و ادویژ فنش اشاره کرد.